# The Shadow (videojuego)
The Shadow (la sombra) es un videojuego cancelado para la Super Nintendo el cual fue publicado por Ocean. Se basa en la película de 1994 del mismo nombre, se canceló después de la baja taquilla de este. Actualmente la ROM se encuentra disponible para su descarga.

## Jugabilidad
El modo del juego es similar a otros Beat em up juegos como Final Fight o Double Dragon, donde el jugador controla a Shadow por diferentes niveles el cual debe luchar contra varios enemigos. El jugador tiene dos barras, uno es la barra de vida la otra es una barra que permite al jugador realizar diversos ataques especiales (invisibilidad, juego de armas, velocidad de carrera, un escudo de cúpula que noquea a los rivales). También contiene una etapa de conducción en donde Shadow batalla contra mongoles en motocicletas (Laboratorios Maritech), y más o menos sigue la trama de la película.
Niveles
- Times Square
- Empire State Building
- Amusement Park (incluye una casa encantada y ring de boxeo)
- The Museum
- The War Department
- Maritech Labs (en parte una etapa de conducción de motocicletas)
- Chinatown
- Hotel Monolith (en parte una etapa de conducción de motocicletas)

Enemigos
- Gamberros encapuchados
- Brawlers (dos tipos: con chaquetas o con tapas)
- Guardias de seguridad falsos
- Marineros
- Fusileros con metralletas (algunos son clavos)
- Guerreros Mongoles (dos tipos: con armadura o simplemente muscular)
- Los científicos jorobados
- Artistas marciales (similar en diseño a Ken de Street Fighter II)

## Trama
El juego sigue aproximadamente la trama de la película, donde The Shadow lucha contra el crimen en la ciudad de Nueva York, hasta que se enfrenta al malvado cerebro Shiwan Khan. Khan tiene la intención de usar una bomba atómica para hacer estallar la ciudad, culminando con un enfrentamiento en el Hotel Monolith oculto.